# Horša
Horša je městská část slovenského města Levice v Nitranském kraji.

## Historie
První písemná zmínka o obci pochází z roku 1295, kdy je uváděna jako Horhy. Název pochází od jména rodu Horhy, který obec vlastnil do roku 1552. V roce 1629 se dostala do vlastnictví rodu Pomothy. Od 18. století byla společným majetkem několika šlechtických rodů, mezi ty nejvýznamnější se řadili Belházyové a Udvardyové. Podle záznamů zde v roce 1828 v 55 domech žilo 533 obyvatelů. V roce 1876 došlo díky tekovskému županu Štěpánu Majláthovi ke zřízení školy. Roku 1927 žilo v 91 domech 346 obyvatel a měly zde fungovat dva mlýny. Ve 20. letech 20. století z důvodu hospodářské krize emigrovalo 6 obyvatelů do Ameriky. Od 1. ledna 1986 patří obec pod Levice.

## Pamětihodnosti
- barokní kúria
- evangelický kostel
- pozdně klasicistní katolický kostel